# Afrixalus nigeriensis
Espèce
Statut de conservation UICN

 LC  : Préoccupation mineure
Synonymes
- Afrixalus congicus nigeriensis Schiøtz, 1963

Afrixalus nigeriensis est une espèce d'amphibiens de la famille des Hyperoliidae.

## Répartition
Cette espèce se rencontre en deux populations distinctes :
- une population qui va de l'extrême Sud de la Guinée à travers le Liberia et le Sud de la Côte d'Ivoire jusqu'à l'Ouest du Ghana ;
- une population dans le Sud-Ouest du Nigeria.

## Étymologie
Son nom d'espèce, composé de nigeri[a] et du suffixe latin -ensis, « qui vit dans, qui habite », lui a été donné en référence au lieu de sa découverte, Ijebu au Nigeria.

## Publication originale
- Schiøtz, 1963 : The amphibians of Nigeria. Videnskabelige Meddelelser fra Dansk Naturhistorisk Forening, vol. 125, p. 1–92.